# Marie-Frédérique de Hesse-Cassel (1804-1888)
Pour les articles homonymes, voir Hesse et Cassel.
La princesse Marie-Frédérique Wilhelmine de Hesse-Cassel (6 septembre 1804 – 1er janvier 1888), est la fille de Guillaume II de Hesse-Cassel et de Augusta de Prusse. Par son mariage avec Bernard II de Saxe-Meiningen, elle est devenue duchesse consort de Saxe-Meiningen.

## La famille
Marie-Frédérique a été l'un des six enfants nés de Guillaume II de Hesse-Cassel par sa première épouse Augusta de Prusse. Le seul de la fratrie à vivre au-delà de l'âge de cinq ans était Frédéric-Guillaume Ier de Hesse. En outre, elle avait huit demi-frères et sœurs du second mariage de son père avec Emilie Ortlöpp, comtesse de Reichenbach-Lessonitz.

## Le mariage et les enfants
En 1822, Marie, grâce à la suggestion d'une amie de sa mère, la comtesse suédoise Charlotta Aurora De Geer, était considérée comme une épouse possible pour Oscar Ier, mais l'année suivante, il épouse Joséphine de Leuchtenberg.
Le 23 mars 1825, Marie a épousé Bernard II de Saxe-Meiningen. Il était un fils de Georges Ier de Saxe-Meiningen et Louise-Éléonore de Hohenlohe-Langenbourg, ainsi qu'un frère de la reine Adélaïde du Royaume-Uni. Lui et Marie avait deux enfants :
- Georges II de Saxe-Hildburghausen,
- Augusta de Saxe-Meiningen (1843-1919), en 1862 épousa Maurice-François de Saxe-Altenbourg (1829-1907)

Son fils Georges resterait son seul enfant pendant dix-sept ans jusqu'à la naissance de sa sœur Augusta, en 1843. Marie-Frédérique est décédé le 1er janvier 1888, six ans après son mari.

## Sources
- (en) Ann Marie Koller, The Theater Duke : George II of Saxe-Meiningen and the German Stage, Stanford, Calif., Stanford University Press, 1984, 257 p. (ISBN 0-8047-1196-8)